# Вилла Урания
Ви́лла Ура́ния (итал. Villa Urania) — вилла в городе Пескара, в Абруцци; в настоящее время на территории здания находится музей им. Папарелла-Тречча — Девлет.
Небольшая приморская вилла в стиле эклектики была построена в 1896 году по проекту инженера Франческо Селекки для барона Джандоменико Тречча и его супруги Урании Валентини. Позднее новым владельцем здания стал профессор Раффаэле Папарелла-Тречча, к которому оно перешло по наследству. На вилле им была собрана коллекция старинной живописи и майолики, после переданная в дар фонду Папарелла-Тречча — Девлет.
Вилла Урания является историческим памятником и достопримечательностью на территории местного побережья, которое со времени существования здесь коммуны Кастелламмаре-Адриатико и строительства в 1863 году железнодорожной ветки Анкона-Кастелламмаре на Адриатической железной дороге, привлекает многочисленных туристов.

### Описание
Двухэтажное здание имеет по центру фасада пронаос с четырьмя античными колоннами и террасой над ними. Карниз в верхней части представляет собой каменную кладку с орнаментом в виде волн и зазубрин. Высокий антаблемент характеризуется наличием зазубрин в углах и триглифов на фризе. В галерею ведут невысокие ступени, а на фасаде пространство между плинтусами занято балюстрадами. Архитрав украшен фризом с лентами и цветами. Тимпан имеет слепую розетку, состоящую из большого цветка и формованной рамы с орнаментальным жемчугом; увенчан акротерием в форме скорлупы, поддерживаемой спиралями и листьями. Из оригинальной внутренней отделки ничего не сохранилось. После ремонта в комнатах остались лишь некоторые лепные украшения, вероятно, относящиеся к послевоенному периоду.